# 扭氣球

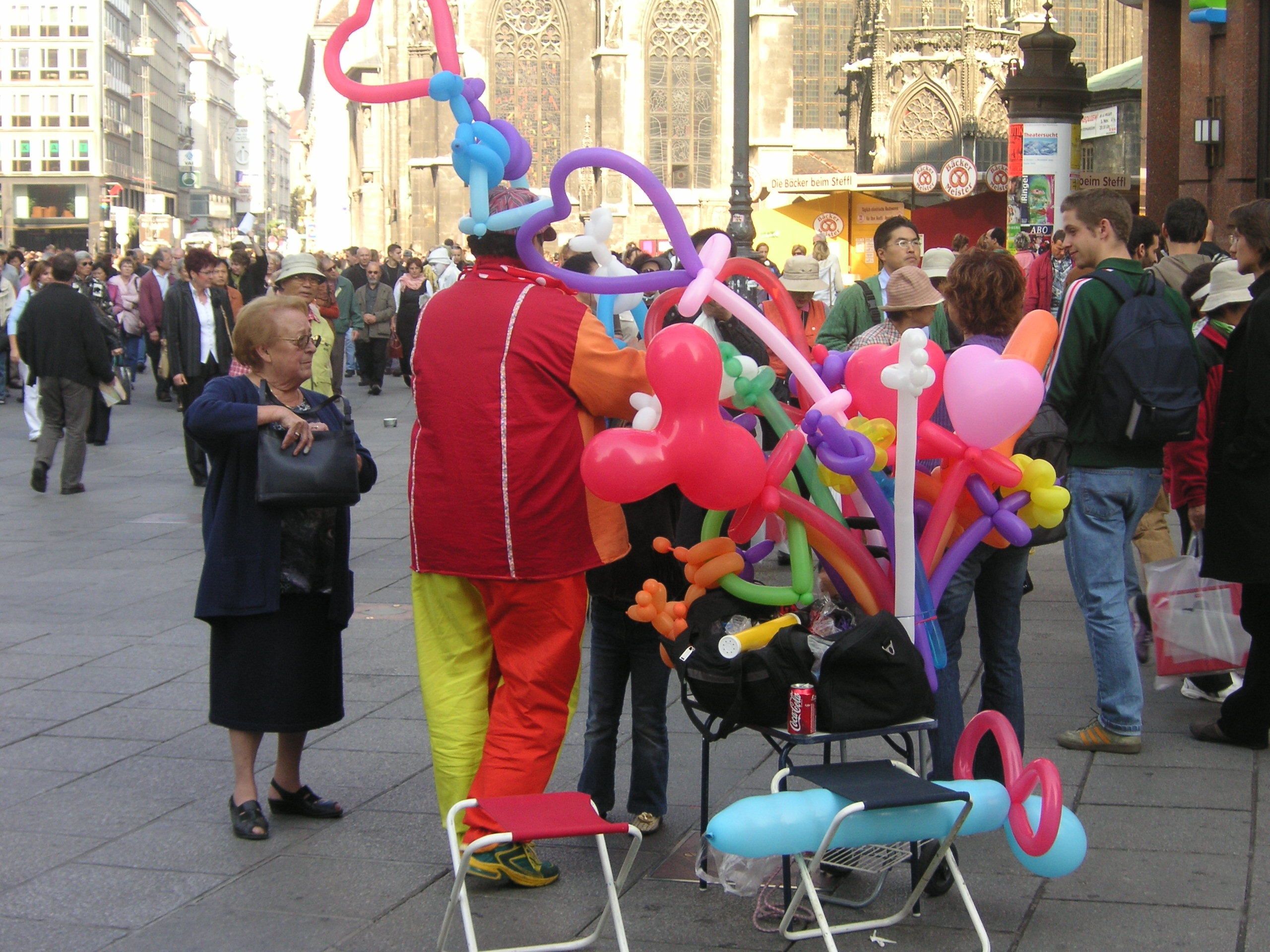
奥地利维也纳的一位扭氣球艺术家

扭氣球是一門藝術，藝人會将气球扭成類似動物的形状。有人用一個氣球就能將氣球扭成動物形狀，而有些人則要用到多個氣球。有些人在扭氣球時直接用自己的肺给气球充气，還有些則是用气泵、打氣筒和空氣壓縮機充氣。
扭氣球的起源有多種說法。在一本1975年出版的书中提到扭氣球始於1939年的一場魔术师大会上。 也有說法表示扭氣球始於20世纪40年代。 